# سايمون ويبي
سايمون ويبي (بالإنجليزية: Simon Solomon Webbe)‏ (ولد في 30 مارس، 1978)، هو مغنٍ إنجليزي من مدينة مانشستر.وهو عضو فرقة بلو
له ابنة واحدة هي «ألانا» (مواليد 1996)، وهي مصدر إلهام أغنيته المفردة «غريس» التي صدرت عام 2007. يقال أنه ابن عم المغني كيشا بوكانان، عضو فرقة شوغابابيس السابق. كان أخوه دوان بريان متسابقاً في سلسلة المبتدىء عام 2012. وهو مرتبط بعضوة حزب العمال السياسية كلوديا ويبي.

## التسجيلات

### ألبومات ستوديو
- الملاذ الآمن (Sanctuary) - 2005
- غريس (Grace) - 2006
- ابتسامة (Smile) - 2017

## العمل في السينما
عام 2004، شارك في بطولة الفيلم الكوميدي الرومانسي حقيقة الحب، من إخراج جون هاي. شارك في بطولة الفيلم جينيفر لوف هيويت ودوجراي سكوت وجيمي مستري. أما مشروعه التمثيلي الثاني فهو فيلم عصابات بريطاني عم 2006، عنوان «اللف مع التسعة». وشاركه البطولة فاس بلاكوود وبيلي موراي وروبي جي، وكان من إخراج جوليان غيلبي.

## روابط خارجية
- سايمون ويبي على موقع IMDb (الإنجليزية)
- سايمون ويبي على موقع ألو سيني (الفرنسية)
- سايمون ويبي على موقع ميوزك برينز (الإنجليزية)
- سايمون ويبي على موقع أول موفي (الإنجليزية)
- سايمون ويبي على موقع ديسكوغز (الإنجليزية)
- سايمون ويبي على موقع قاعدة بيانات الفيلم (الإنجليزية)
- سايمون ويبي على موقع كينوبويسك (الروسية)